# Joule-ekspansion
I en Joule-ekspansion betragtes en termisk isoleret beholder med to lige store rum adskilt af en væg. I det ene rum er en gas, mens det andet rum er tomt. Væggen fjernes nu, så gassen ekspanderer, indtil den udfylder hele beholderen. Det interessante er at forstå, hvad der sker med gassen, så Joule-ekspansionen bruges ofte som tankeeksperiment til undervisning i termodynamik.
Da beholderen er isoleret, udveksles ingen varme {\displaystyle \Delta Q}, og den indre energi er derfor konstant:
{\displaystyle \Delta U=0}
Den indre energi er afhængig af entropi {\displaystyle S} og volumen {\displaystyle V}, som er den eneste anden variabel i dette eksperiment. Dvs. at differentialet er:
{\displaystyle \mathrm {d} U=T\mathrm {d} S-p\mathrm {d} V}
hvor {\displaystyle T} er temperaturen, og {\displaystyle p} er trykket. Da den indre energi er konstant, er differentialet af entropien:
{\displaystyle \mathrm {d} S={\frac {p}{T}}\mathrm {d} V}
På trods af at varmeudvekslingen er nul, er entropiændringen altså større end nul - jf. termodynamikkens 2. lov - da Joule-ekspansionen er irreversibel. Processen afgiver ikke energi, men et arbejde skal udføres på gassen for at få den tilbage i det første rum.
Ekspansionen er opkaldt efter James Prescott Joule, som brugte den i 1845 i sit studie af den mekaniske pendant til varme. Joule-ekspansionen har dog være kendt længe før af fx John Leslie i begyndelsen af 1800-tallet, og den blev studeret af Joseph-Louis Gay-Lussac in 1807, hvor han fik resultater, der stemte overens med Joules.

## For en idealgas
For en idealgas gælder idealgasligningen:
{\displaystyle pV=nRT}
hvor {\displaystyle n} er stofmængden, og {\displaystyle R} er gaskonstanten. Da den indre energi i en idealgas kun afhænger af temperatur, gælder for tilstand 1 og tilstand 2 ligheden:
{\displaystyle p_{\text{f}}V_{\text{f}}=p_{\text{i}}V_{\text{i}}}
Dvs. at trykket efter Joule-ekspansionen er:
{\displaystyle p_{\text{f}}=p_{\text{i}}{\frac {V_{\text{i}}}{V_{\text{f}}}}}
Da volumen 2 er to gange volumen 1:
{\displaystyle p_{\text{f}}={\frac {p_{\text{i}}}{2}}}
Trykket halveres altså under en Joule-ekspansion. Vha. idealgasliningen kan tryk og temperatur også erstattes i udtrykket for entropi:
{\displaystyle \mathrm {d} S={\frac {nR}{V}}\mathrm {d} V}
Ved at integrere findes entropiændringen
{\displaystyle \Delta S=\int _{S_{\text{i}}}^{S_{\text{f}}}\mathrm {d} S=nR\int _{V_{\text{i}}}^{V_{\text{f}}}{\frac {1}{V}}\mathrm {d} V}
hvilket giver:
{\displaystyle \Delta S=nR\ln {\frac {V_{\text{f}}}{V_{\text{i}}}}}
og derfor:
{\displaystyle \Delta S=nR\ln 2}
Ændringen i entropien er altså proportional med den naturlige logaritme til 2. Da
{\displaystyle nR=Nk_{\text{B}}}
hvor {\displaystyle N} er antal partikler, og {\displaystyle k_{\text{B}}} er Boltzmanns konstant, er entropiændringen pr. gaspartikel blot:
{\displaystyle \Delta S_{\text{partikel}}=k_{\text{B}}\ln 2}
Dette er interessant, da det tydeligt viser relationen til den statistiske forståelse af entropi. Hvor partiklen før kunne være i halvdelen af beholder, kan den nu være i begge halvdele, og antallet af mulige mikrotilstande {\displaystyle \Omega } er dermed fordoblet. Jf. Boltzmanns entropiformel må entropiændringen være:
{\displaystyle {\begin{aligned}\Delta S_{\text{partikel}}&=k_{\text{B}}\ln \left(2\Omega \right)-k_{\text{B}}\ln \left(\Omega \right)\\&=k_{\text{B}}\left[\ln \left(2\right)+\ln \left(\Omega \right)-\ln \left(\Omega \right)\right]\\&=k_{\text{B}}\ln 2\end{aligned}}}
hvilket er præcis det samme resultat. Ved at gange med antallet af partikler fås den forrige formel for hele gassen. Joule-ekspansionen er altså et eksempel på, at termodynamikken og den statistiske mekanik kommer med de samme makroskopiske forudsigelser.